# Skate Canada Autumn Classic 2014
Skate Canada Autumn Classic 2014 – szóste zawody łyżwiarstwa figurowego z cyklu Challenger Series 2014/2015. Zawody rozgrywano od 15 do 17 października 2014 roku w hali Allandale Recreation Centre w Barrie.

## Wyniki

### Soliści
| Poz. | Zawodnik            | Nota łączna | SP | SP    | FS | FS     |
| ---- | ------------------- | ----------- | -- | ----- | -- | ------ |
| 1    | Ross Miner          | 227,26      | 1  | 80,24 | 2  | 147,02 |
| 2    | Nam Nguyen          | 225,63      | 5  | 66,08 | 1  | 159,55 |
| 3    | Jeremy Ten          | 212,64      | 3  | 69,22 | 3  | 143,42 |
| 4    | Timothy Dolensky    | 196,93      | 8  | 63,69 | 4  | 133,24 |
| 5    | Ronald Lam          | 196,77      | 2  | 73,75 | 9  | 123,02 |
| 6    | Kevin Reynolds      | 196,60      | 7  | 64,56 | 5  | 132,04 |
| 7    | Denis Margalik      | 193,44      | 9  | 61,94 | 6  | 131,50 |
| 8    | Alexander Johnson   | 193,06      | 4  | 66,99 | 8  | 126,07 |
| 9    | Andrei Rogozine     | 186,90      | 11 | 58,73 | 7  | 128,17 |
| 10   | Christopher Berneck | 175,86      | 10 | 60,52 | 10 | 115,34 |
| 11   | Brendan Kerry       | 168,72      | 6  | 64,82 | 11 | 103,90 |
| 12   | Patrick Myzyk       | 147,53      | 13 | 51,46 | 12 | 96,07  |
| 13   | Bela Papp           | 140,17      | 12 | 51,52 | 13 | 88,65  |

### Solistki
| Poz. | Zawodniczka           | Nota łączna | SP | SP    | FS | FS     |
| ---- | --------------------- | ----------- | -- | ----- | -- | ------ |
| 1    | Gabrielle Daleman     | 165,59      | 1  | 59,38 | 2  | 106,21 |
| 2    | Angela Wang           | 163,68      | 2  | 56,38 | 1  | 107,30 |
| 3    | Julianne Séguin       | 158,99      | 3  | 54,18 | 3  | 104,81 |
| 4    | Anastasija Kononenko  | 126,02      | 6  | 44,30 | 4  | 81,72  |
| 5    | Barbie Long           | 120,28      | 4  | 46,48 | 6  | 73,80  |
| 6    | Beata Papp            | 111,49      | 10 | 36,48 | 5  | 75,01  |
| 7    | Sonia Lafuente        | 110,78      | 8  | 37,10 | 7  | 73,68  |
| 8    | Chloe Ing             | 110,42      | 7  | 38,48 | 8  | 71,94  |
| 9    | Jennifer Parker       | 106,99      | 9  | 36,63 | 9  | 70,36  |
| 10   | Frances Clare Untalan | 106,92      | 5  | 45,18 | 11 | 61,74  |
| 11   | Mary Ro Reyes         | 95,25       | 11 | 30,14 | 10 | 65,11  |

### Pary sportowe
| Poz. | Zawodnicy                              | Nota łączna | SP | SP    | FS | FS     |
| ---- | -------------------------------------- | ----------- | -- | ----- | -- | ------ |
| 1    | Meagan Duhamel / Eric Radford          | 203,16      | 1  | 68,92 | 1  | 134,24 |
| 2    | Haven Denney / Brandon Frazier         | 167,28      | 4  | 51,66 | 2  | 115,62 |
| 3    | Jessica Calalang / Zack Sidhu          | 156,46      | 2  | 59,02 | 3  | 97,44  |
| 4    | Natasha Purich / Andrew Wolfe          | 147,95      | 3  | 54,84 | 5  | 93,11  |
| 5    | Vanessa Grenier / Maxime Deschamps     | 145,00      | 6  | 47,66 | 4  | 97,34  |
| 6    | Wasilisa Dawankowa / Aleksandr Enbiert | 142,60      | 5  | 51,50 | 6  | 91,10  |
| 7    | Brittany Jones / Joshua Reagan         | 127,24      | 8  | 39,92 | 7  | 87,32  |
| 8    | Caitlin Yankowskas / Hamish Gaman      | 119,71      | 7  | 46,08 | 8  | 73,63  |
| 9    | Narumi Takahashi / Ryuichi Kihara      | 112,42      | 9  | 39,80 | 9  | 72,62  |

### Pary taneczne
| Poz. | Zawodnicy                                      | Nota łączna | SD | SD    | FD | FD    |
| ---- | ---------------------------------------------- | ----------- | -- | ----- | -- | ----- |
| 1    | Gabriella Papadakis / Guillaume Cizeron        | 150,20      | 1  | 59,74 | 1  | 90,46 |
| 2    | Piper Gilles / Paul Poirier                    | 142,52      | 4  | 53,42 | 2  | 89,10 |
| 3    | Laurence Fournier Beaudry / Nikolaj Sørensen   | 131,62      | 5  | 53,34 | 3  | 78,28 |
| 4    | Alexandra Paul / Mitchell Islam                | 130,70      | 2  | 55,30 | 5  | 75,40 |
| 5    | Sara Hurtado / Adrià Díaz                      | 129,36      | 3  | 54,12 | 6  | 75,24 |
| 6    | Nicole Orford / Thomas Williams                | 125,10      | 6  | 47,90 | 4  | 77,20 |
| 7    | Anastasia Olson / Ian Lorello                  | 116,48      | 7  | 47,48 | 8  | 69,00 |
| 8    | Andréanne Poulin / Marc-André Servant          | 111,46      | 10 | 41,90 | 7  | 69,56 |
| 9    | Carter Marie Jones / Richard Sharpe            | 105,94      | 11 | 39,80 | 10 | 66,14 |
| 10   | Cortney Mansour / Michal Češka                 | 105,62      | 8  | 43,42 | 11 | 62,20 |
| 11   | Celia Robledo / Luis Fenero                    | 104,20      | 13 | 36,74 | 9  | 67,46 |
| 12   | Alissandra Aronow / Collin Brubaker            | 103,56      | 9  | 42,48 | 12 | 61,08 |
| 13   | Pilar Maekawa Moreno / Leonardo Maekawa Moreno | 99,22       | 12 | 39,78 | 13 | 59,44 |
| 14   | Tatiana Kozmava / Aleksandr Zolotarev          | 91,20       | 14 | 34,16 | 14 | 57,04 |